# 錫特尼察
51°3′6″N 25°36′52″E / 51.05167°N 25.61444°E

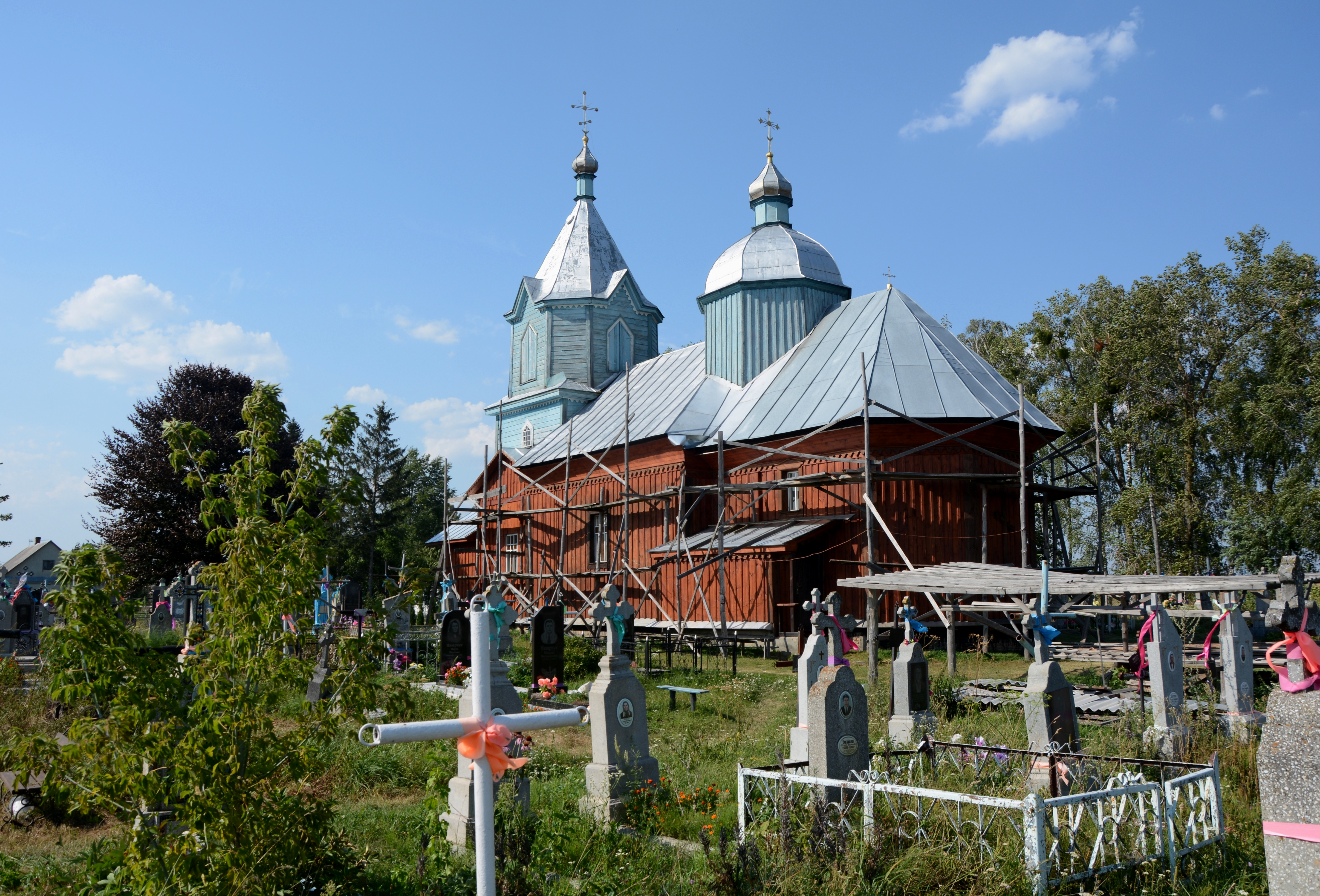
教堂

锡特尼察（烏克蘭語：Ситниця），是烏克蘭西北部的村落，隸屬沃倫州的盧茨克區。該村面積20.4平方公里，海拔高度178米，2001年人口605，人口密度每平方公里29.66人。